# جاش ارل (بازیکن فوتبال)
جاش ارل (انگلیسی: Josh Earl؛ زادهٔ ۲۴ اکتبر ۱۹۹۸) بازیکن فوتبال اهل بریتانیا است.
از باشگاه‌هایی که در آن بازی کرده‌است می‌توان به باشگاه فوتبال پرستون نورث اند اشاره کرد.